# Have Mercy/My Sun Is Shining
Have Mercy/My Sun Is Shining è il quarto singolo di Wess – il terzo totalmente da solista –, pubblicato dalla Durium (catalogo CN A 9342) nel 1975, che anticipa l'LP In Action dello stesso anno.

## I brani

### Have Mercy
Have Mercy, presente sul lato A del disco, è il brano scritto da Lubiak, Wess Johnson e, per la musica, Renato Rascel.

### My Sun Is Shining
My Sun Is Shining, presente sul lato B del disco, è il brano scritto e composto da Douglas Fowlkes, Wess Johnson e Jesse King. Ed è già retro del singolo Perché sei beat, perché sei pop, risalente a 7 anni prima. Mentre la versione originale è del periodo "Wess & The Airedales", questa versione è una reincisione senza gli Airedales.

## Tracce
Edizioni musicali Chappell (solo lato A) e Durium.
1. Have Mercy – 4:48
2. My Sun Is Shining – 3:14